# Eugenia Manolides
Eugenia Manolides (griechisch Ευγενία Μανωλίδου Evgenía Manolídou, geborene Evgenia Karagiannidou (Ευγενία Καραγιαννίδου), * 27. Februar 1975 in Athen) ist eine griechische Komponistin der Wiener Klassik, Dirigentin und Moderatorin verschiedener Unterhaltungsshows im griechischen Fernsehen.

## Leben und Ausbildung
Manolides erhielt ihren ersten Klavierunterricht im Alter von fünf Jahren. 1994 beendet sie die ihr erstes Klavierstudium am Johann-Sebastian-Bach-Konservatorium in Athen. Anschließend begann sie ein Aufbaustudium an der renommierten Juilliard School in New York City. Sie studierte dort Komposition und Orchestrierung zusammen mit Daron Hagen, dem amerikanischen Solisten Julie Jordan sowie Vincent La Selva, dem späteren Direktor der New York Grand Opera. Ihr Studium schloss sie 1998 zusammen mit dem Dirigenten Robert Janssens am Königlichen Konservatorium in Brüssel ab.
Eugenia war mit dem 37 Jahre älteren Maler Theodoros Manolides verheiratet. 2002 trennte sich das Paar nach 7 Jahren Ehe. Sie ist seit dem 22. Juni 2009 mit dem Verleger und Minister Adonis Georgiadis verheiratet. Sie ist Mutter von vier Kindern.

## TV-Karriere
Von März bis Juni 2010 war Manolides Teilnehmerin der ersten Staffel von Dancing with the stars. Sie schied im Halbfinale aus erhielt jedoch mehrheitlich positive Kritiken bezüglich ihrer Leistungen.
Ende 2010 löste Manolides die beliebte Matthildi Maggira als Jury-Mitglied von Griechenlands Supertalent Ellada Echis Talendo (Ελλάδα Έχεις Ταλέντο) ab. Im Jahr 2011 übernahm sie die Moderation der erfolgreichen TV-Kochshow MasterChef, einer Adaption des britischen Originals auf dem TV-Kanal Mega.
2013 sollte Manolides Jury-Mitglied der griechischen Version von DSDS werden. Dies kollidierte jedoch zeitlich mit einem Alternativangebot des Senders Antenna TV. Dort moderierte sie die landesweit viel beachtete und diskutierte Reality-Show I Istigmí tis Alíthias (Η Στιγμή της Αλήθειας ‚Stunde der Wahrheit‘), die in etwa dem deutschen Dschungelcamp gleicht. Öffentlich diskutiert wurde vor allem über die Situation, eine derartige Show zu moderieren und zugleich mit Georgiadis, einem der einflussreichsten Politiker des Landes verheiratet zu sein. Dieser gilt als strengorthodox-konservativ und war mitunter bis August 2007 Sprecher des Laikos Orthodoxos Synagermos. Darauf, in einem Interview mit dem Ethnos TV-Magazin angesprochen, machte Manolides eine umstrittene Aussage, nämlich dass sie selbst lieber das Haus putzen würde, anstatt die Show I Istigmí tis Alíthias als Teilnehmerin wahrzunehmen.